# Aspilota tshandolaz
Aspilota tshandolaz är en stekelart som beskrevs av Sergey A. Belokobylskij. Aspilota tshandolaz ingår i släktet Aspilota och familjen bracksteklar. Inga underarter finns listade.